# Forêt de Haguenau
La forêt de Haguenau est une forêt située sur le territoire de la commune de Haguenau ; elle est la plus vaste forêt d'Alsace (21 000 ha). Elle est labellisée Forêt d'Exception, label de l'Office national des forêts détenu par une quinzaine de forêts françaises et première forêt indivise à obtenir ce label.

## Caractéristiques

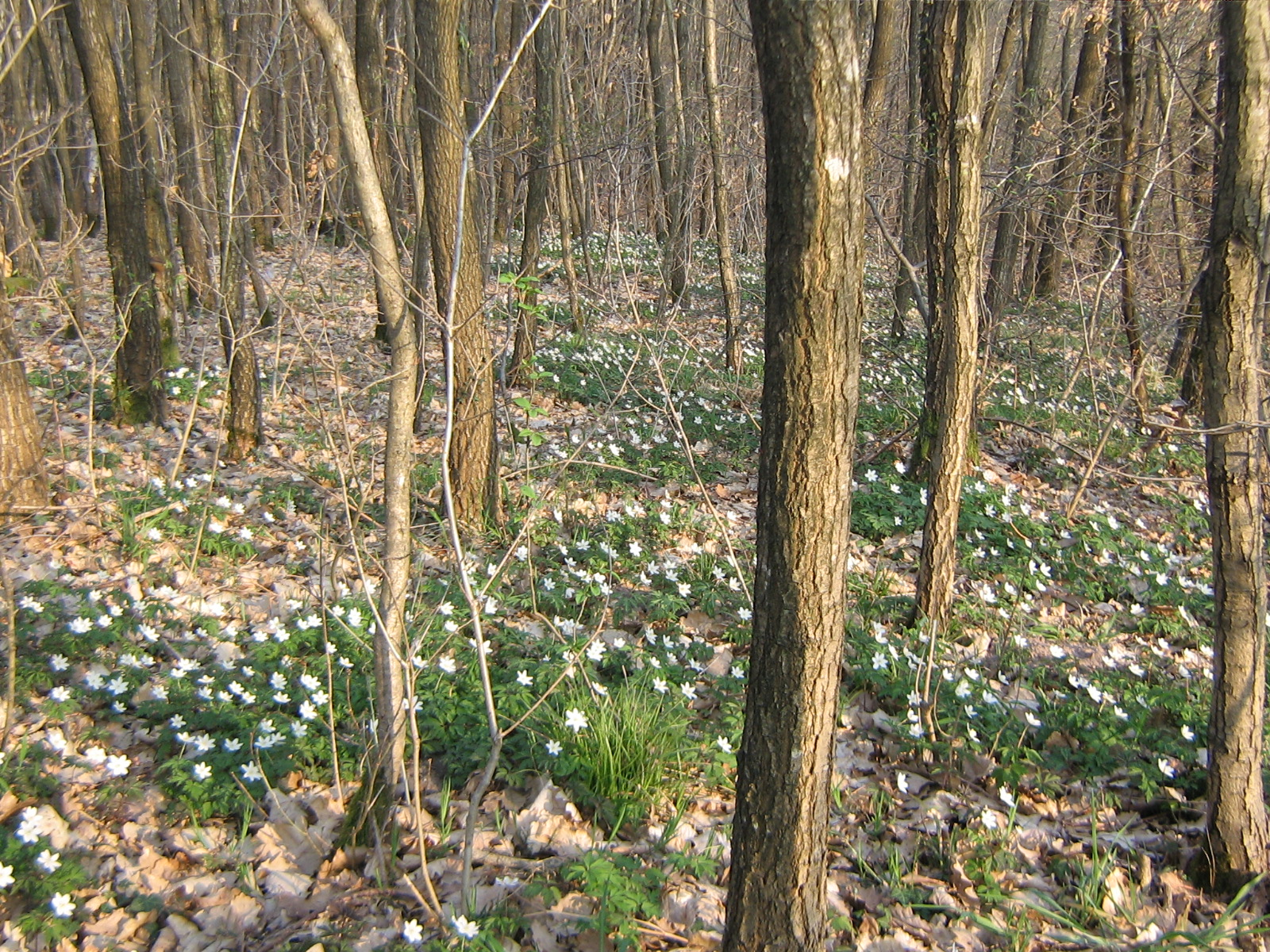
Anémone sylvie dans la forêt de Haguenau au début du mois d'avril.

La forêt, avec une largeur approximative de trente kilomètres, marque une réelle césure au sein de la plaine d'Alsace. De ce fait, la partie alsacienne située au nord de cette forêt constitue une région naturelle et un pays nommé « l'Outre-Forêt ». Cette entité paysagère composée de collines entre les Vosges du Nord et le Rhin tranche avec cette zone forestière humide, plate et inadapté à la culture agricole. Elle représente aujourd'hui 21 000 ha, ce qui contribue à en faire la sixième forêt de France. Au Moyen Âge, la forêt de Haguenau était encore plus étendue et couvrait 60 000 ha. L'unité la plus importante de ce massif est constituée par la forêt indivise de Haguenau (13 742 ha), à moitié domaniale et à moitié communale. Elle est gérée à ce titre par l'ONF en coopération avec la ville de Haguenau.
La forêt est très peu accidentée. Elle est installée sur des alluvions sableuses et argileuses anciennes déposées par trois rivières (dont la Sauer et l'Eberbach). C'est une forêt protégée et classée en zone de protection spéciale (ZPS) dans le cadre du réseau Natura 2000. Elle accueille de nombreuses espèces forestières, en particulier des pins sylvestres qui présentent une forme très élancée (pins de Haguenau) et qui couvrent 34 % de la surface ainsi que des chênes pédonculés et sessiles (34 % de la surface). Ces derniers peuvent atteindre des proportions respectables : l'ONF a ainsi dénombré dans la forêt de Haguenau 800 chênes avec des diamètres de tronc supérieurs ou égaux à un mètre.
La forêt de Haguenau joue un rôle important, car elle assure la transition entre les Vosges du Nord et le Petit Ried. C'est une zone de passage pour la faune.

## Flore
Voici quelques exemples de plantes qu'on peut rencontrer fréquemment dans la forêt de Haguenau ou ses abords immédiats :
- Dans les lieux très humides (bords de cours d'eau, fossés remplis d'eau, etc.) :

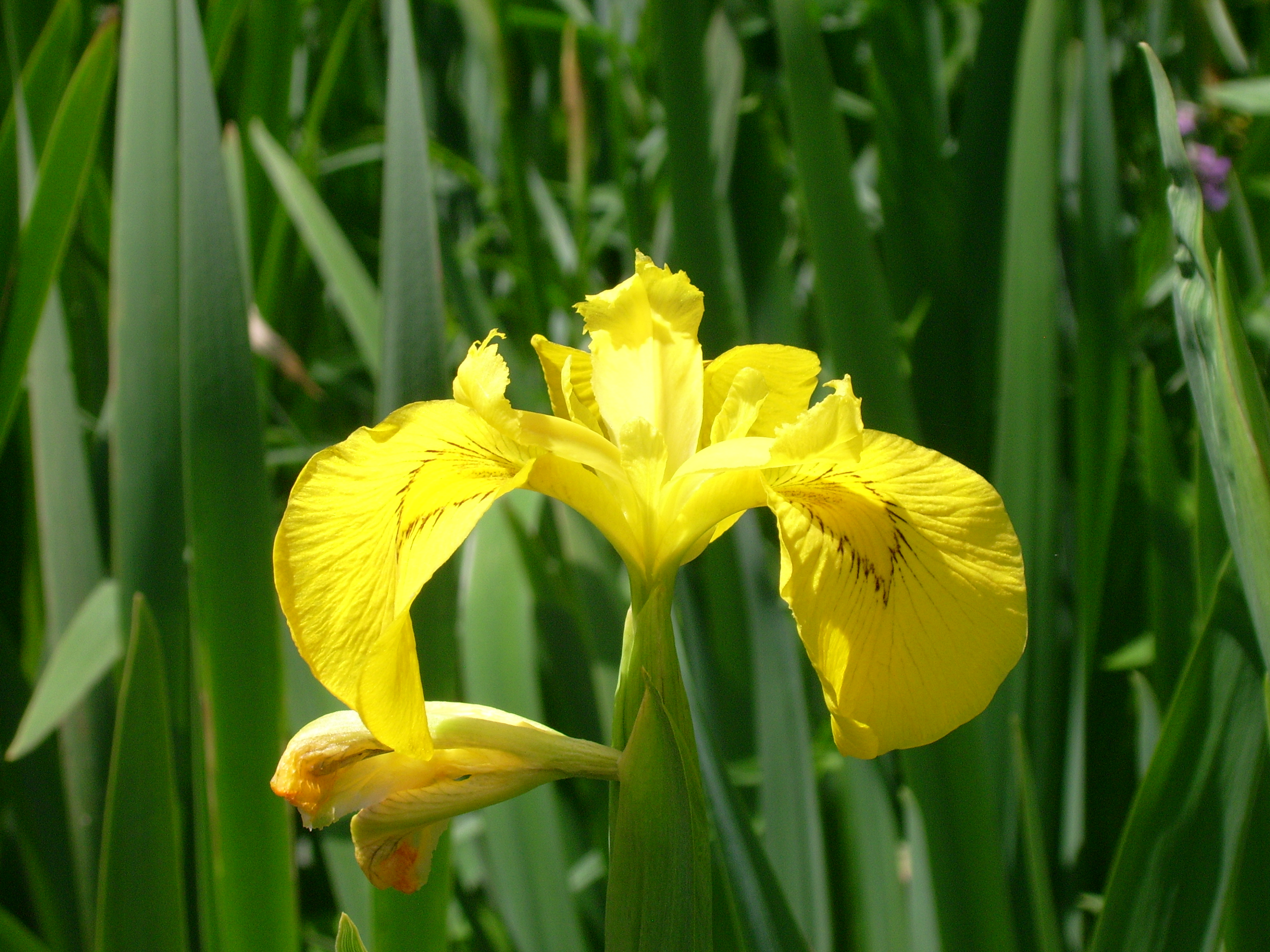
Iris jaune (Iris pseudacorus) dans les fossés humides.
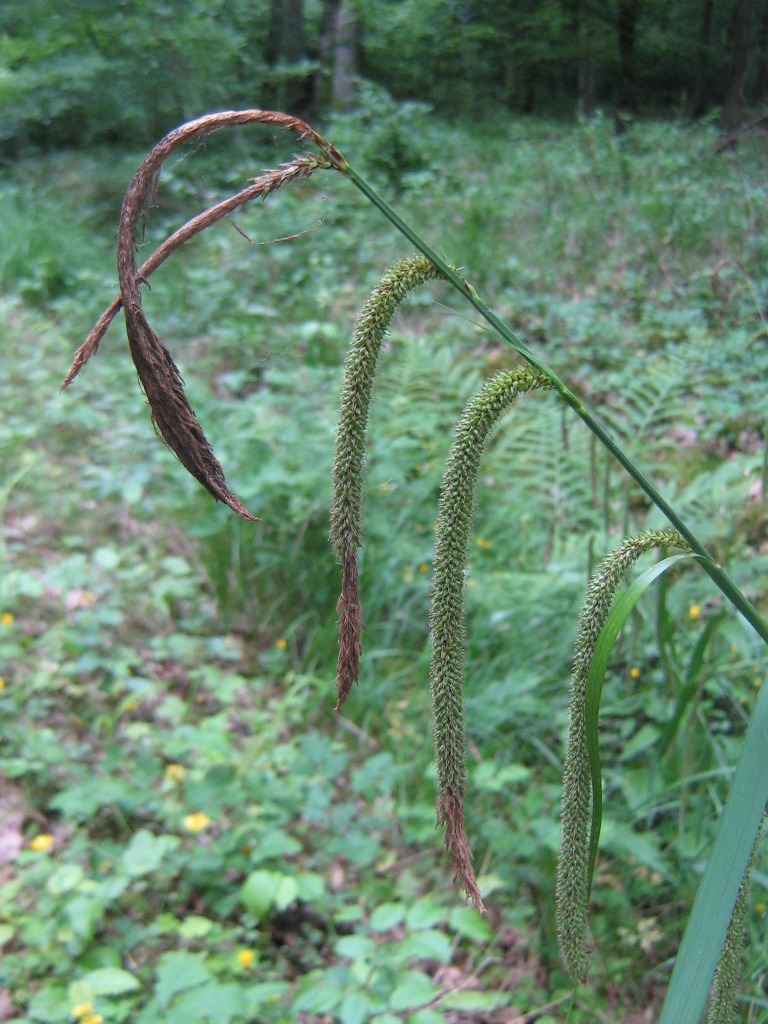
Laîche à épis pendants (Carex pendula) ; fossés, bords des chemins.
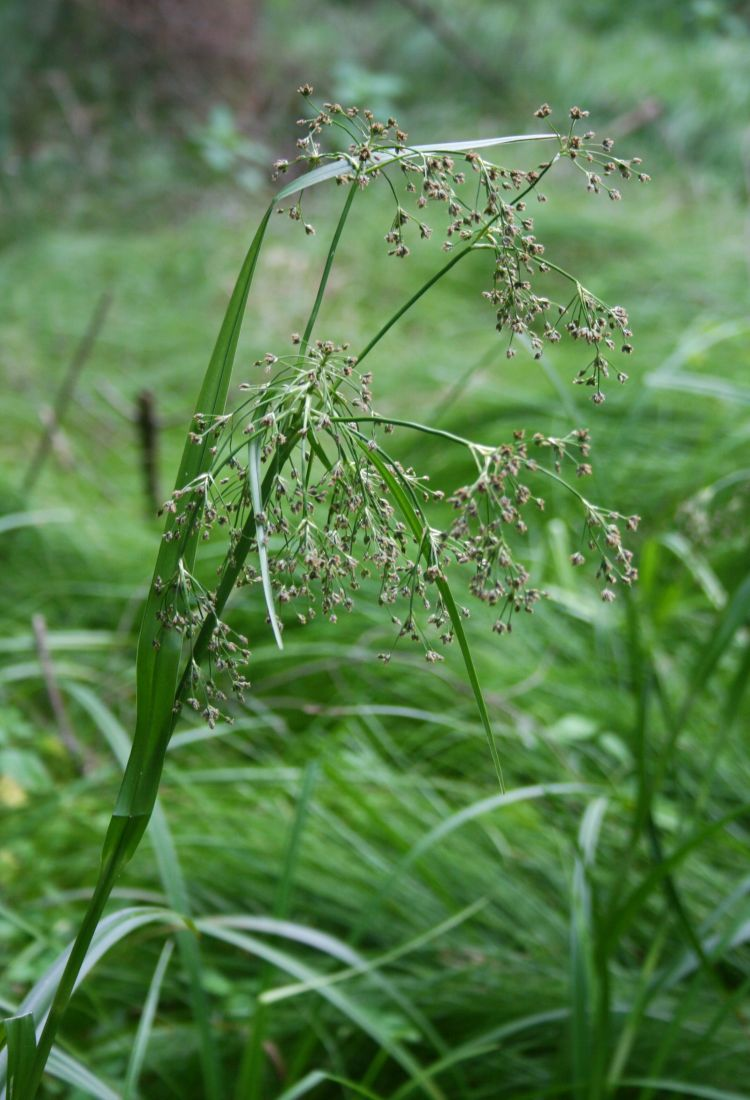
Scirpe des bois (Scirpus sylvaticus) ; plante proche des carex poussant dans les lieux humides.
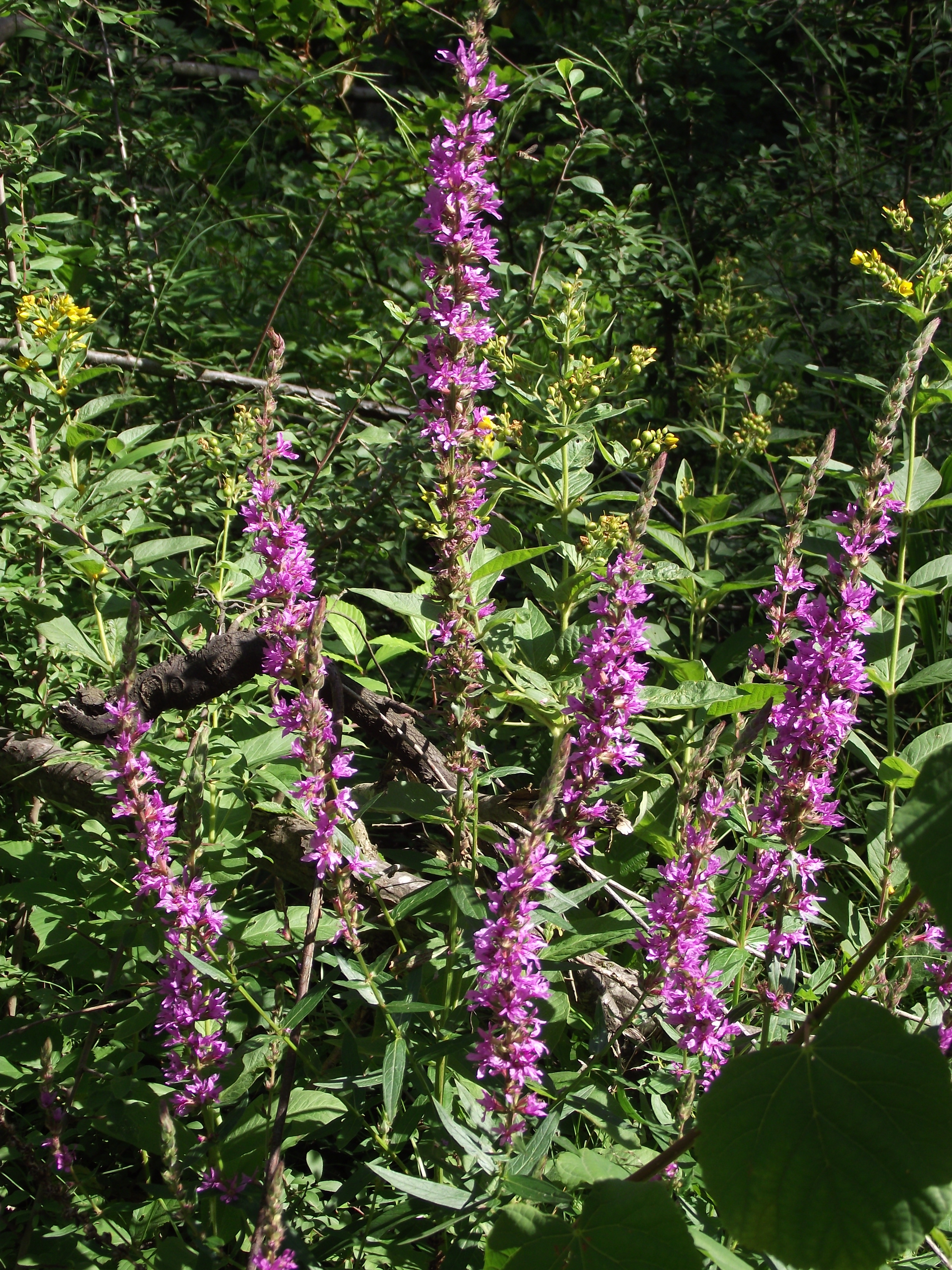
Salicaire commune (Lythrum salicaria) : bord des eaux.
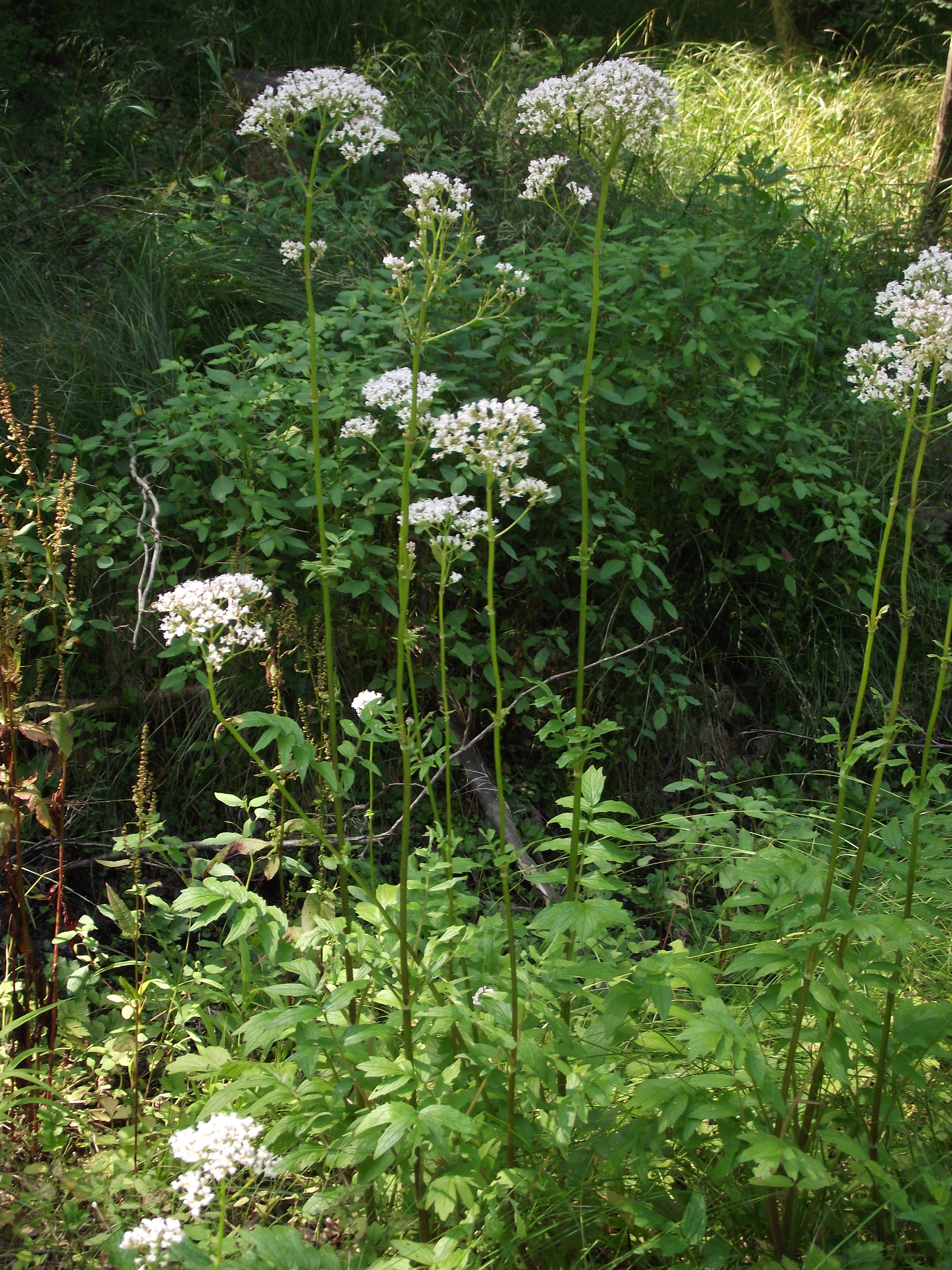
Valériane officinale (Valeriana officinalis) : plante aux propriétés médicinales bien connues.
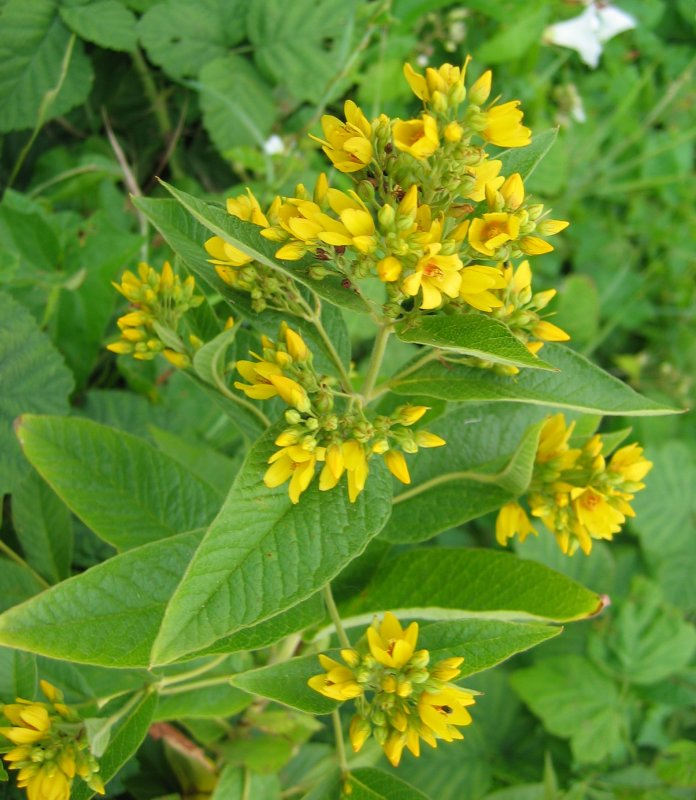
Lysimaque vulgaire (Lysimachia vulgaris).

- Dans les sous-bois, les clairières... :

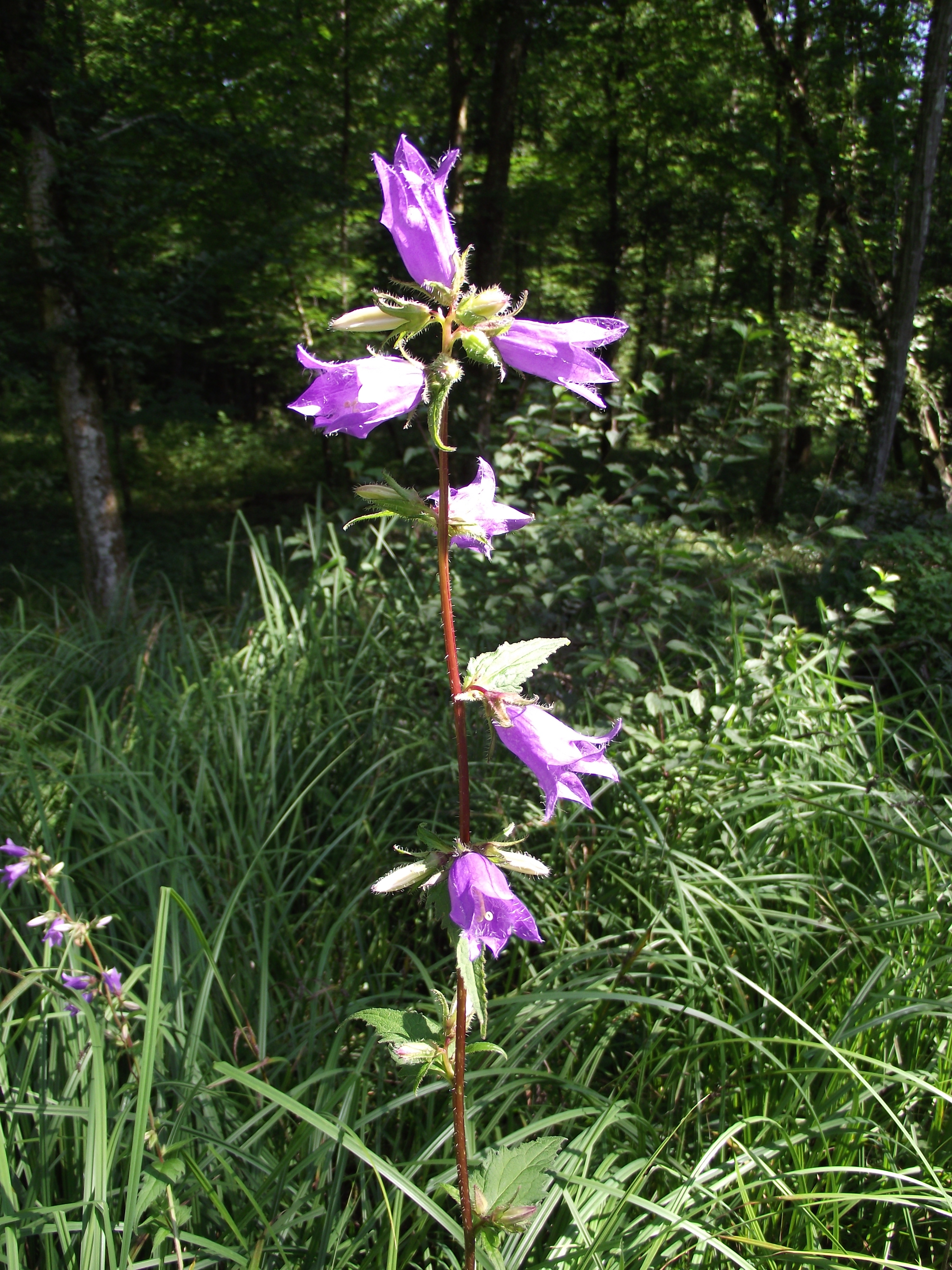
Campanule gantelée (Campanula trachelium) ; grande campanule à la tige robuste.
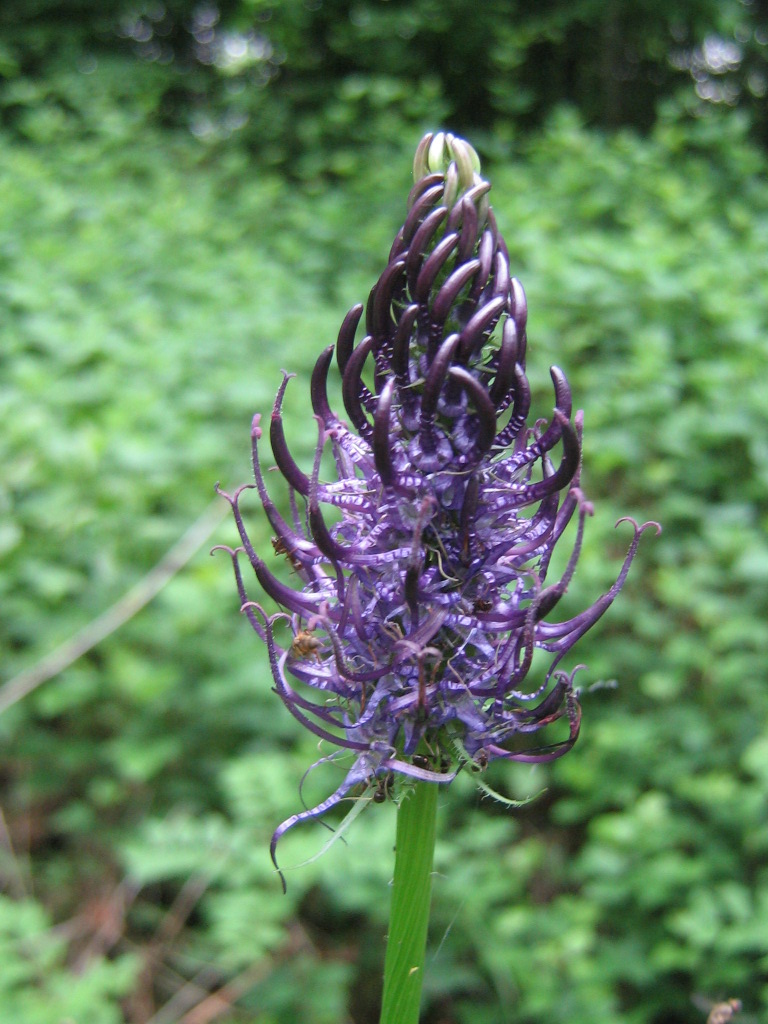
Raiponce noire (Phyteuma nigrum) ; fossés, bords des chemins.
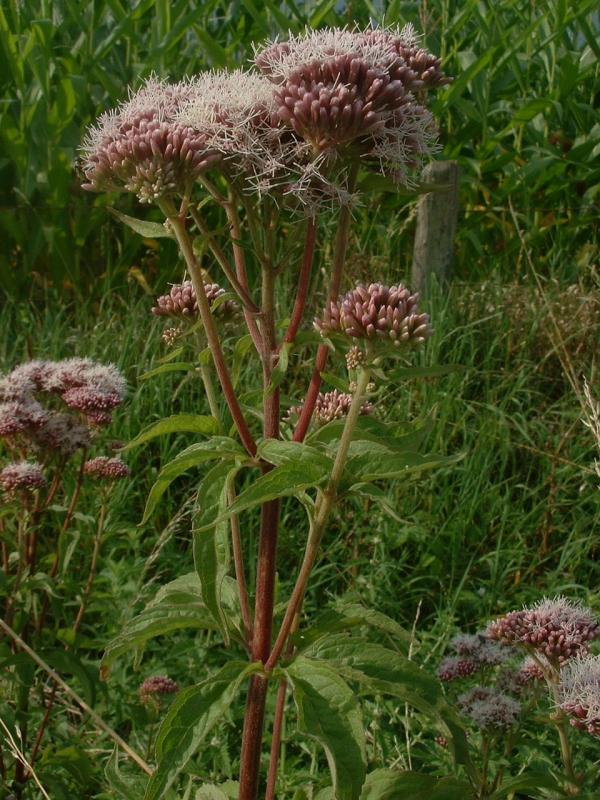
Eupatoire chanvrine (Eupatorium cannabinum) ; clairières, bords des chemins.
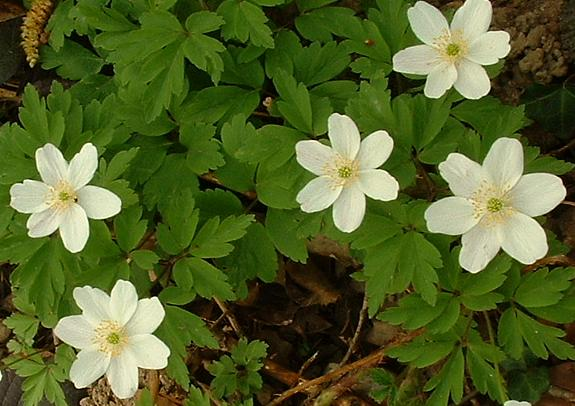
Anémone sylvie (Anemone nemorosa) ; partout dans les sous-bois au printemps avant l'apparition des feuilles.
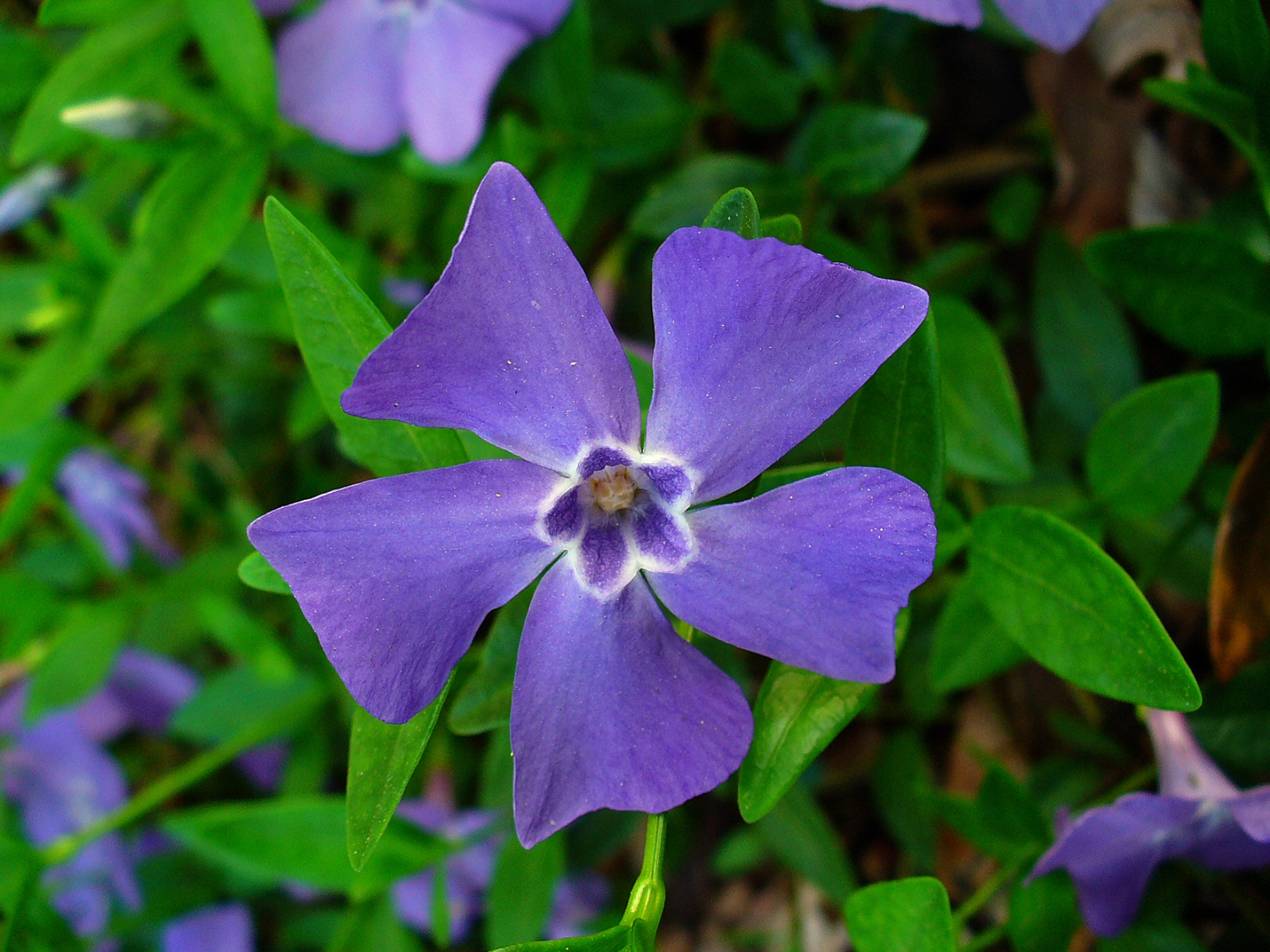
Pervenche (Vinca minor) ; ici ou là. C'est une fleur qui trahirait l'emplacement d'anciennes zones cultivées.
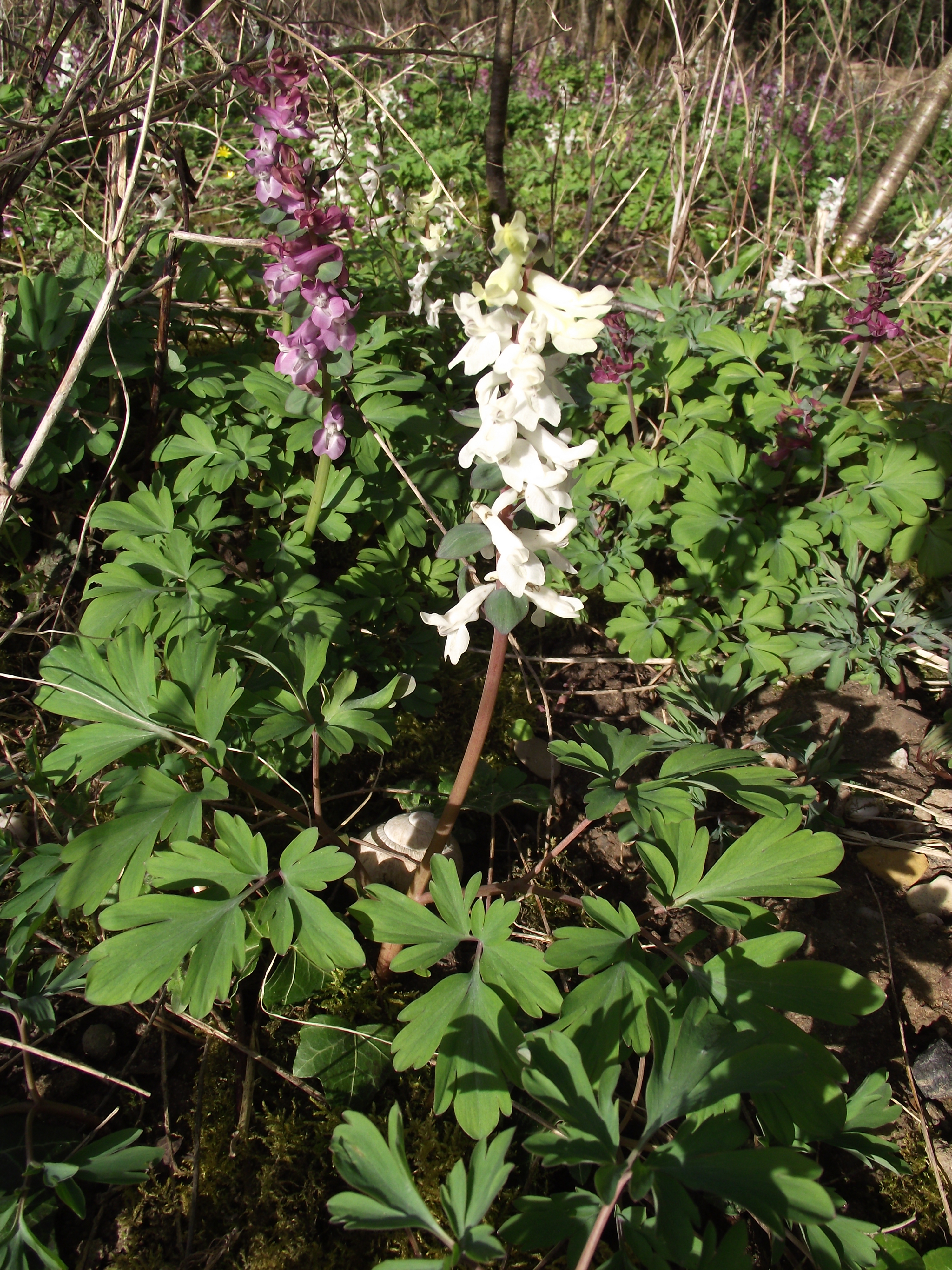
Corydale creuse (Corydalis cava) ; sous-bois, par endroits, au début du printemps avant l'apparition des feuilles. Existe en mauve et blanc.

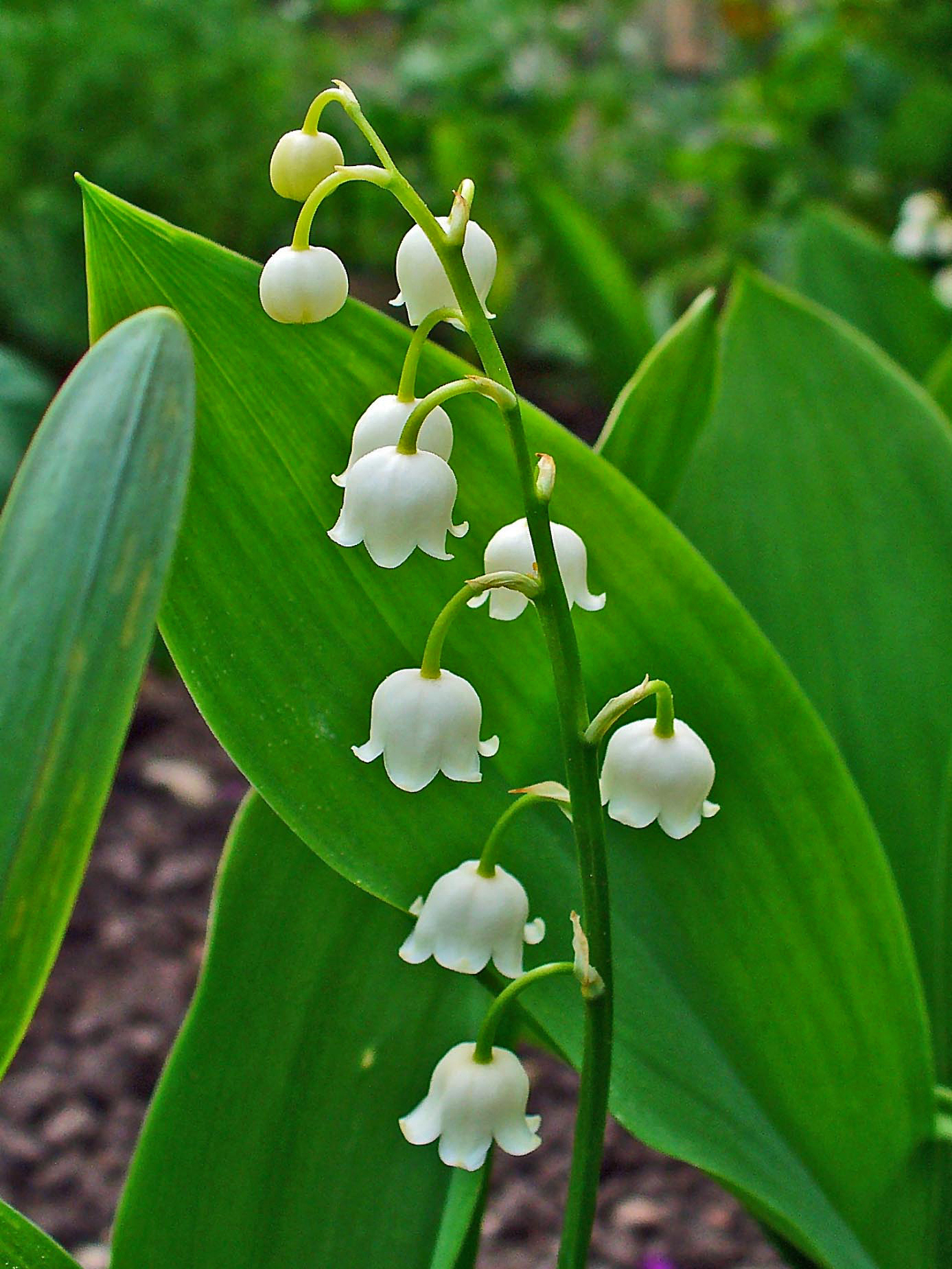
Muguet (Convallaria majalis) ; bois clairs, clairières...
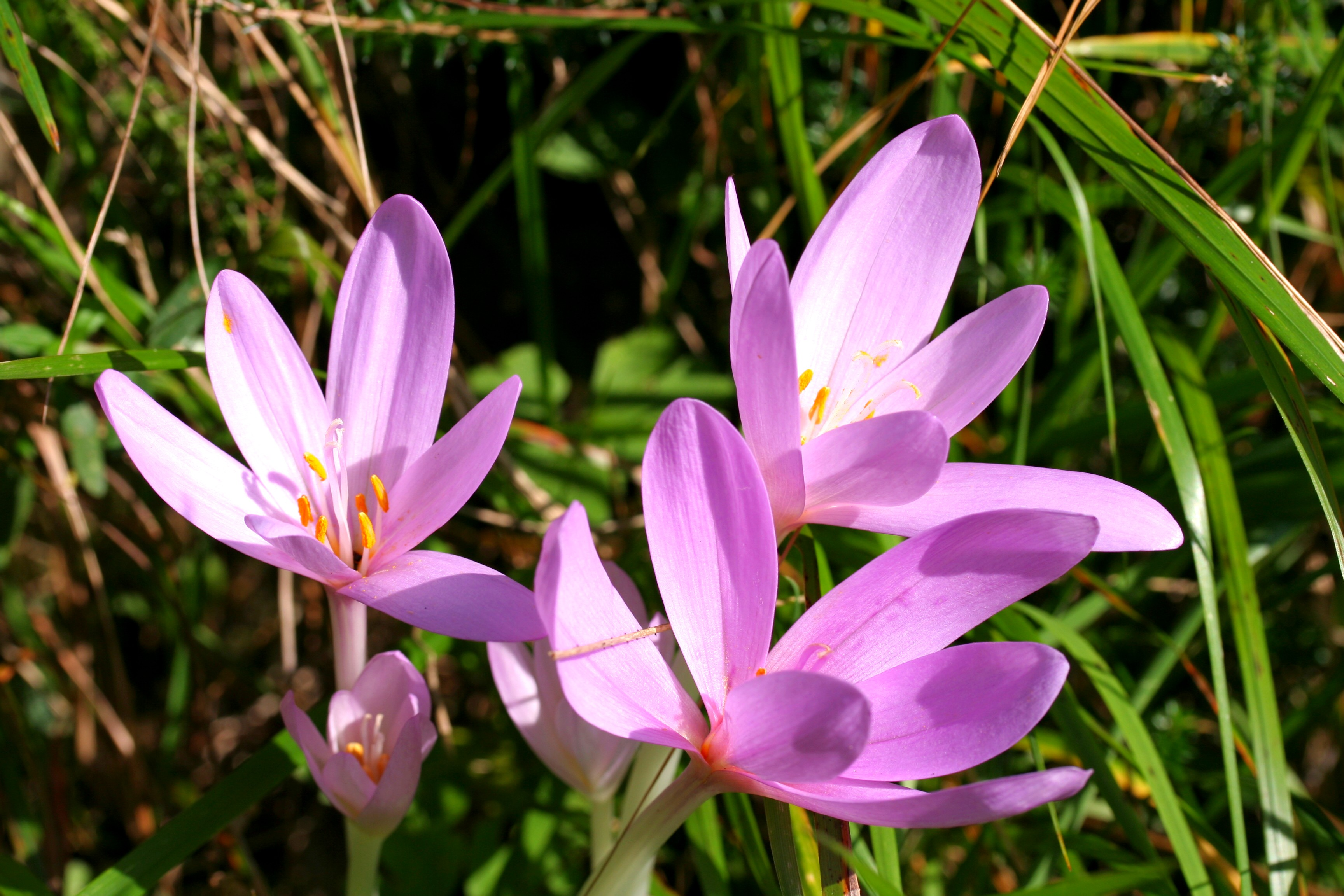
Colchique (Colchicum autumnale) ; à la fin de l'été, surtout au bord des routes et des chemins.
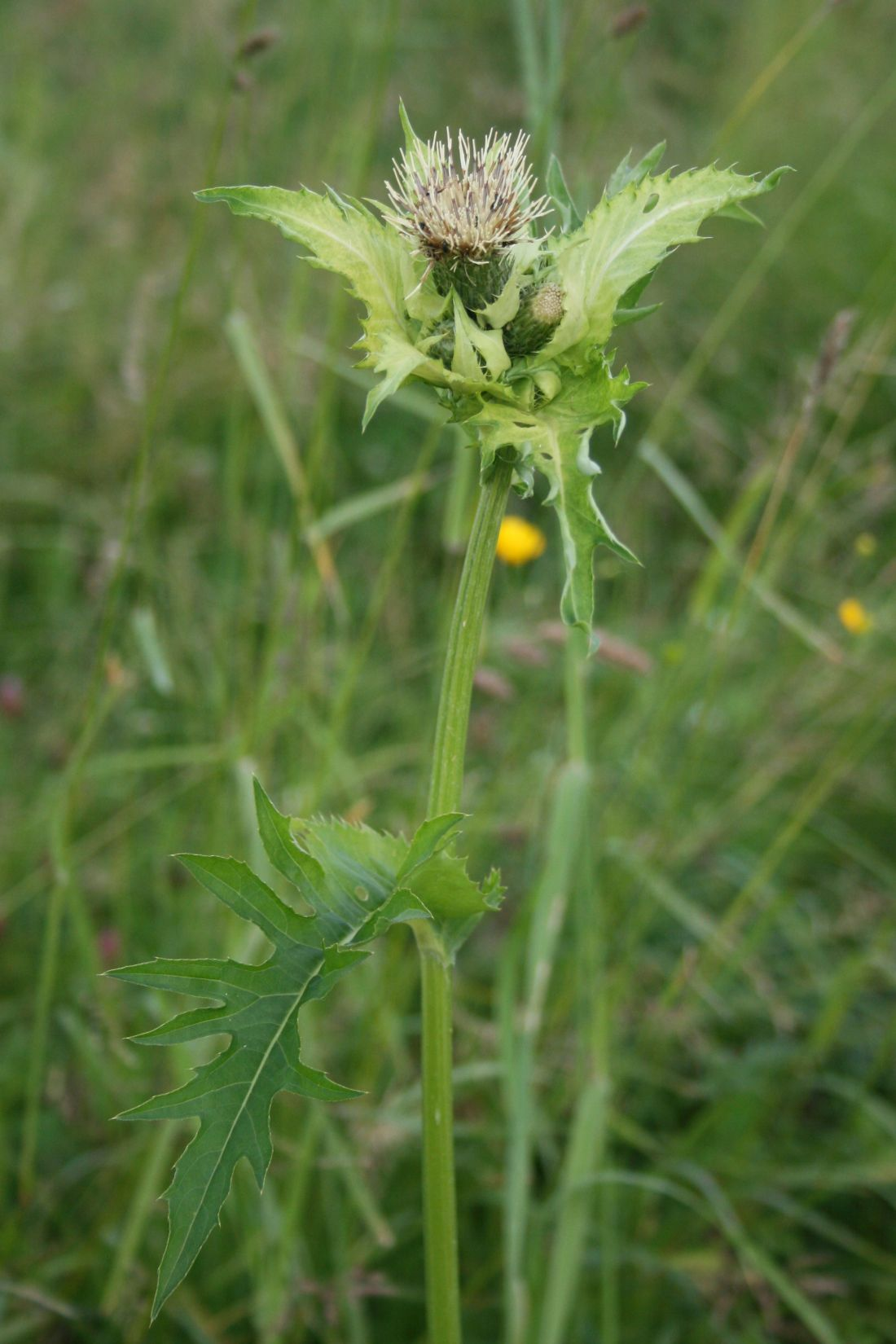
Cirse maraîcher (Cirsium oleraceum) ; Cirse caractéristique de l'Europe centrale et septentrionale.
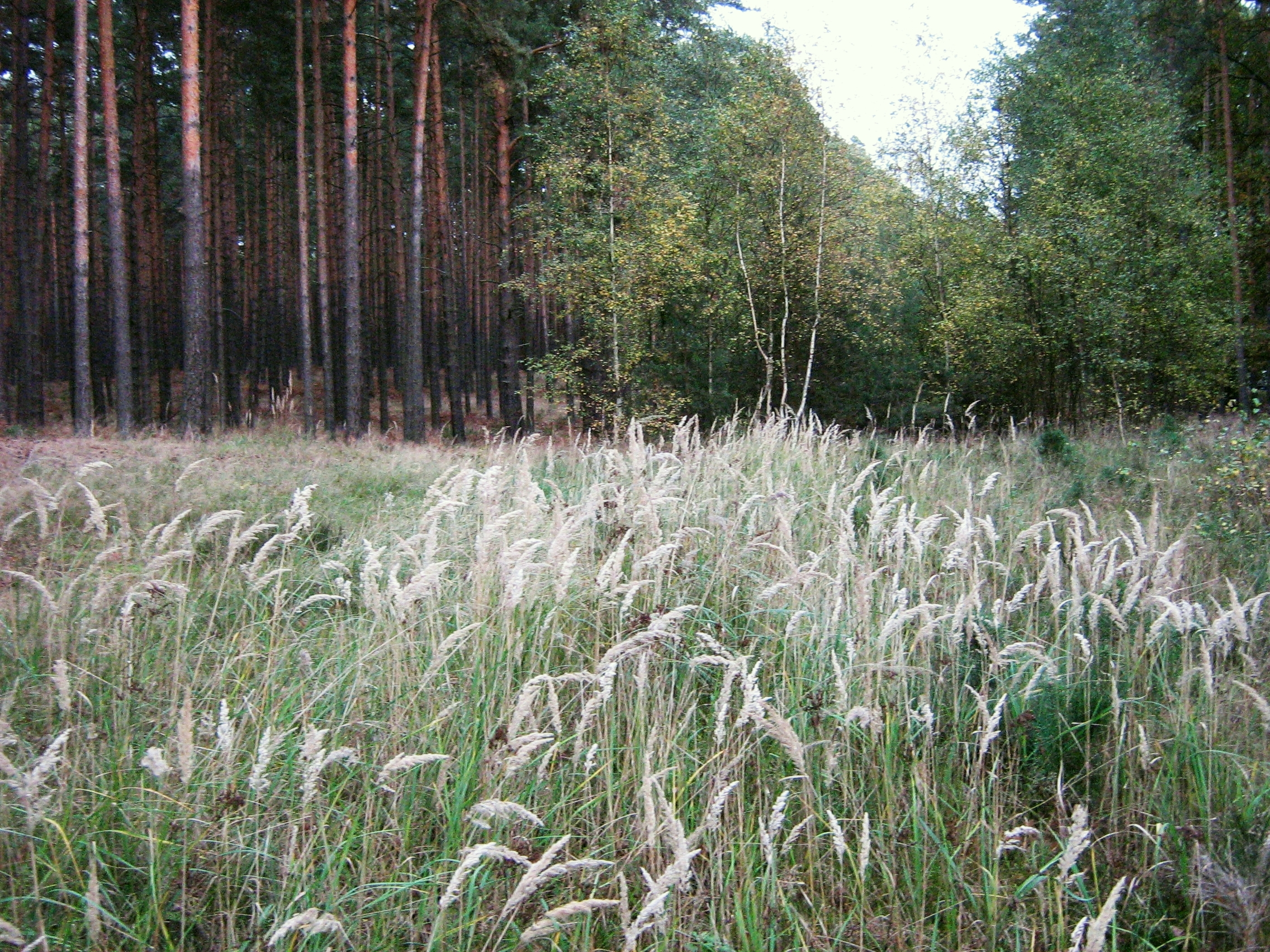
Roseau des bois (Calamagrostis epigejos)

La forêt de Haguenau compte également quelques espèces non indigènes qui sont envahissantes et qui peuvent poser des problèmes :

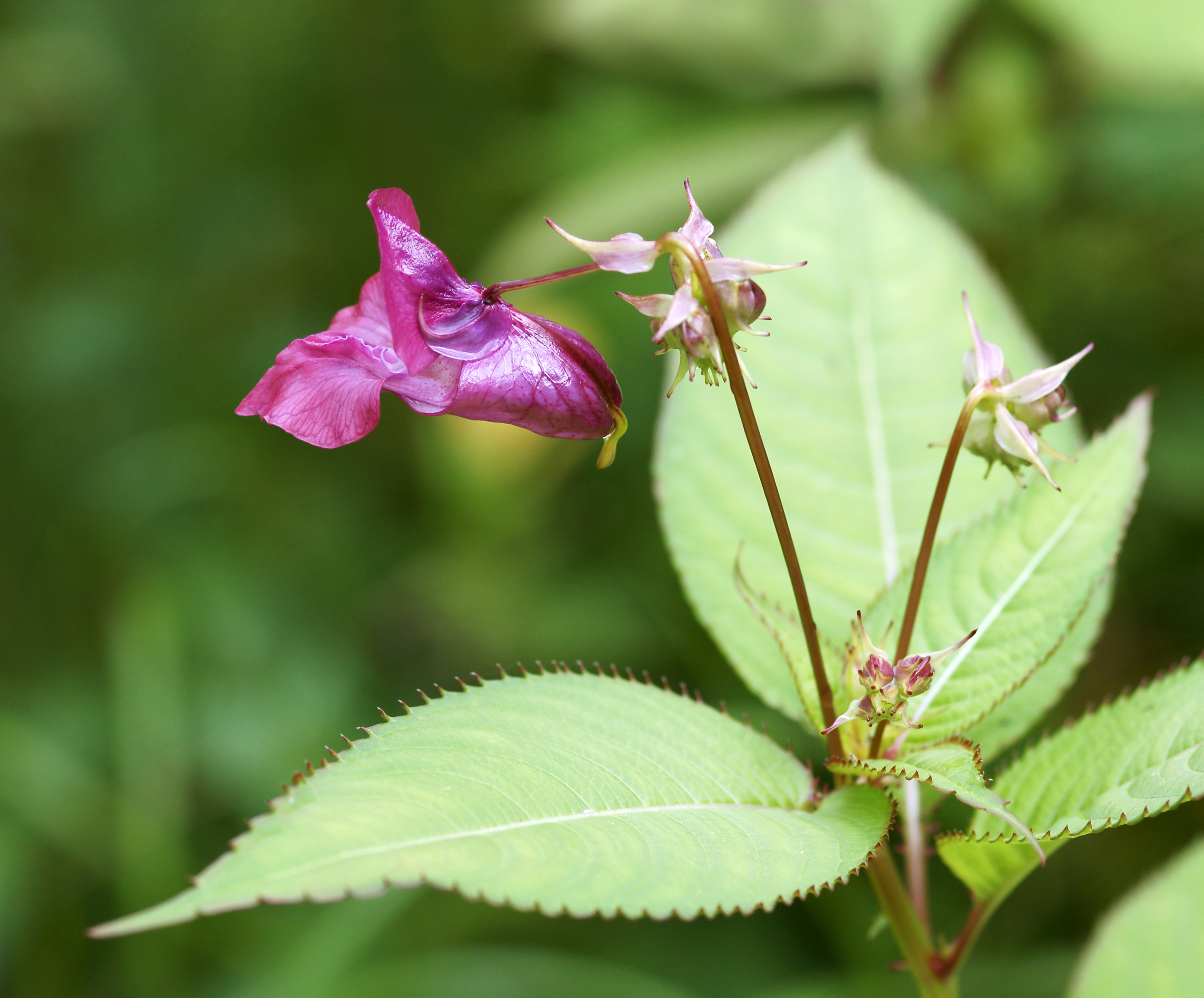
Balsamine de l'Himalaya (Impatiens glandulifera) ; Grande plante spectaculaire poussant dans les lieux humides.
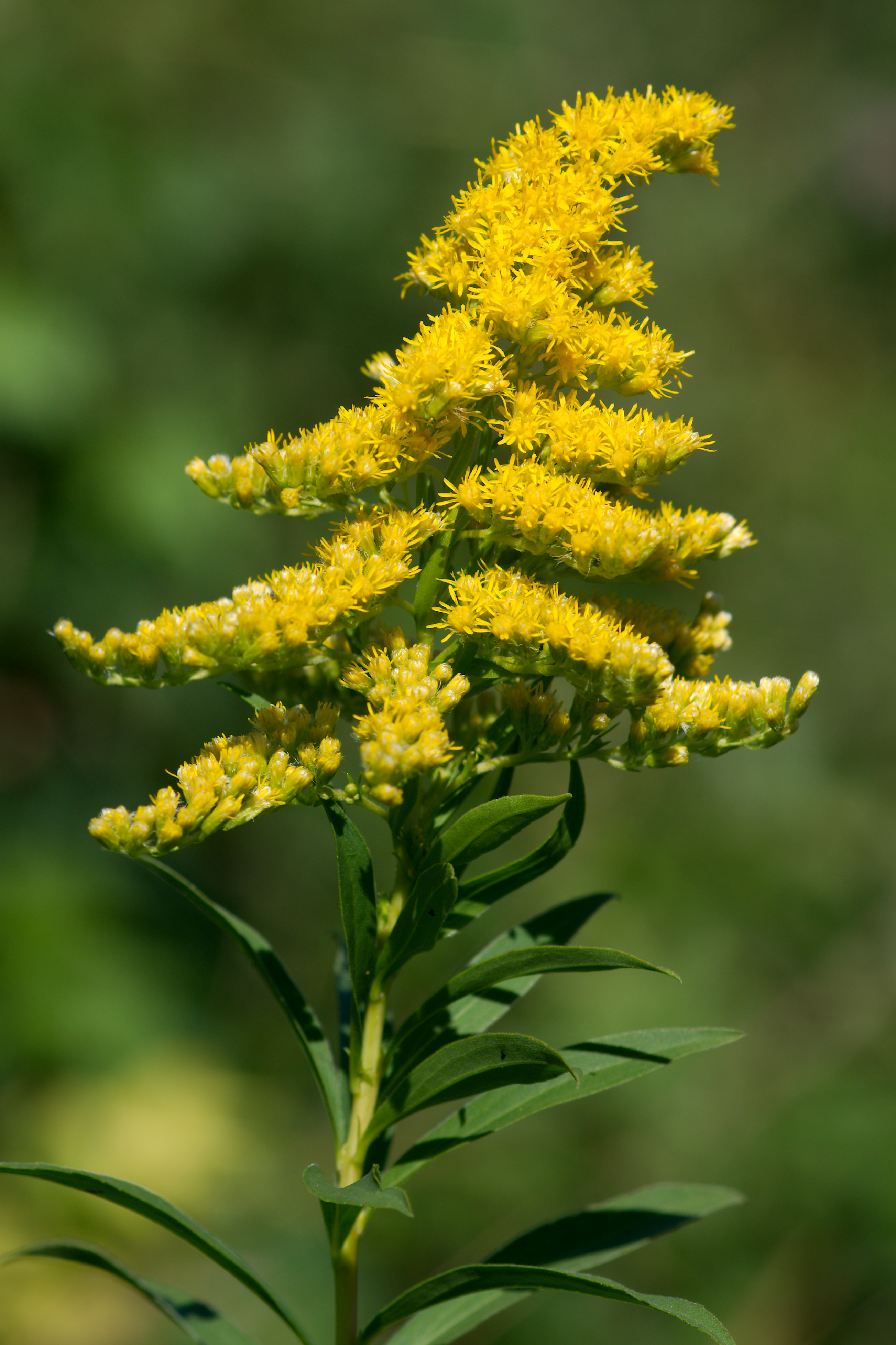
Solidage géant (Solidago gigantea) ; répandu partout.
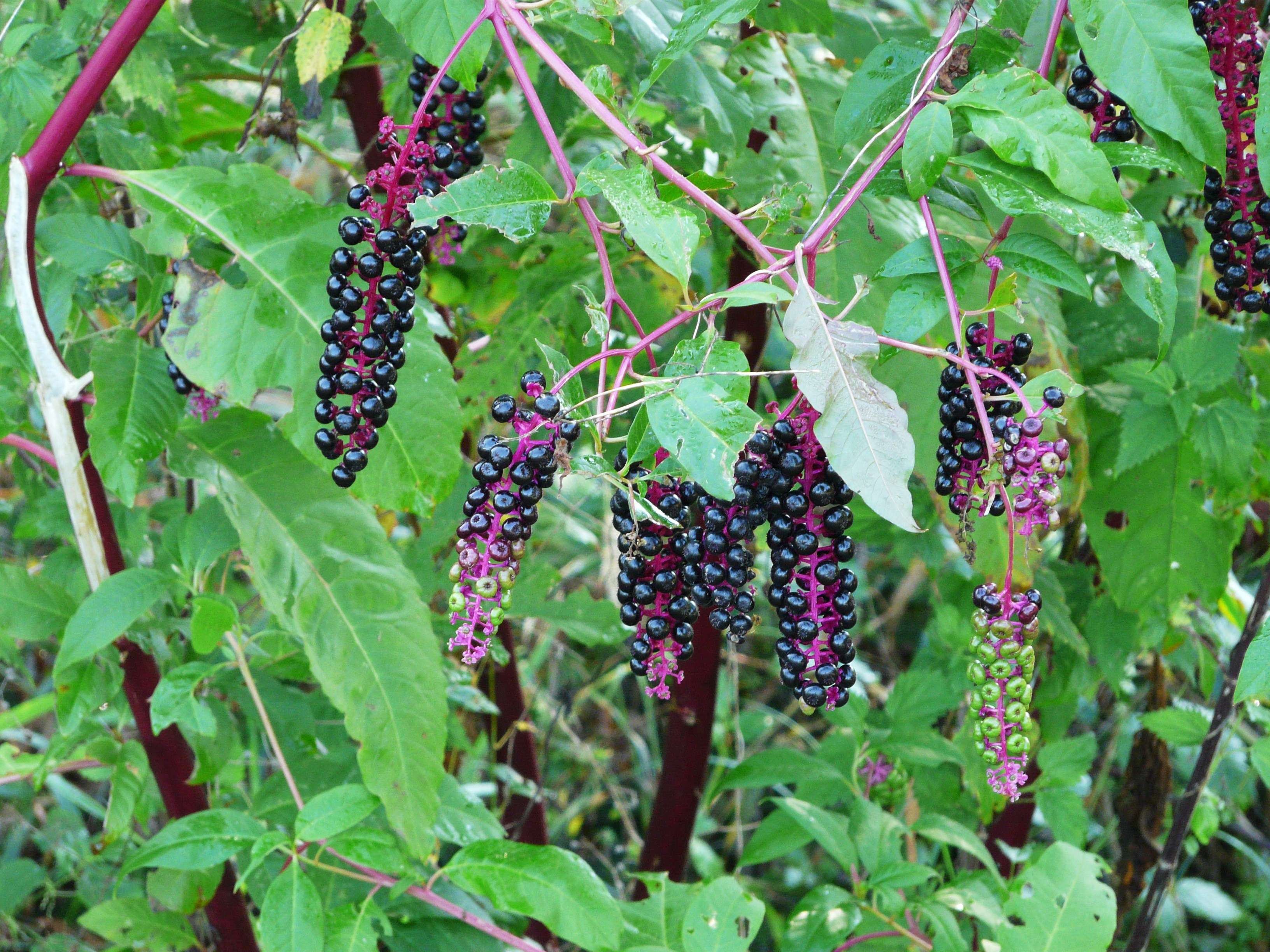
Raisin d'Amérique (Phytolacca americana) ; répandu partout.
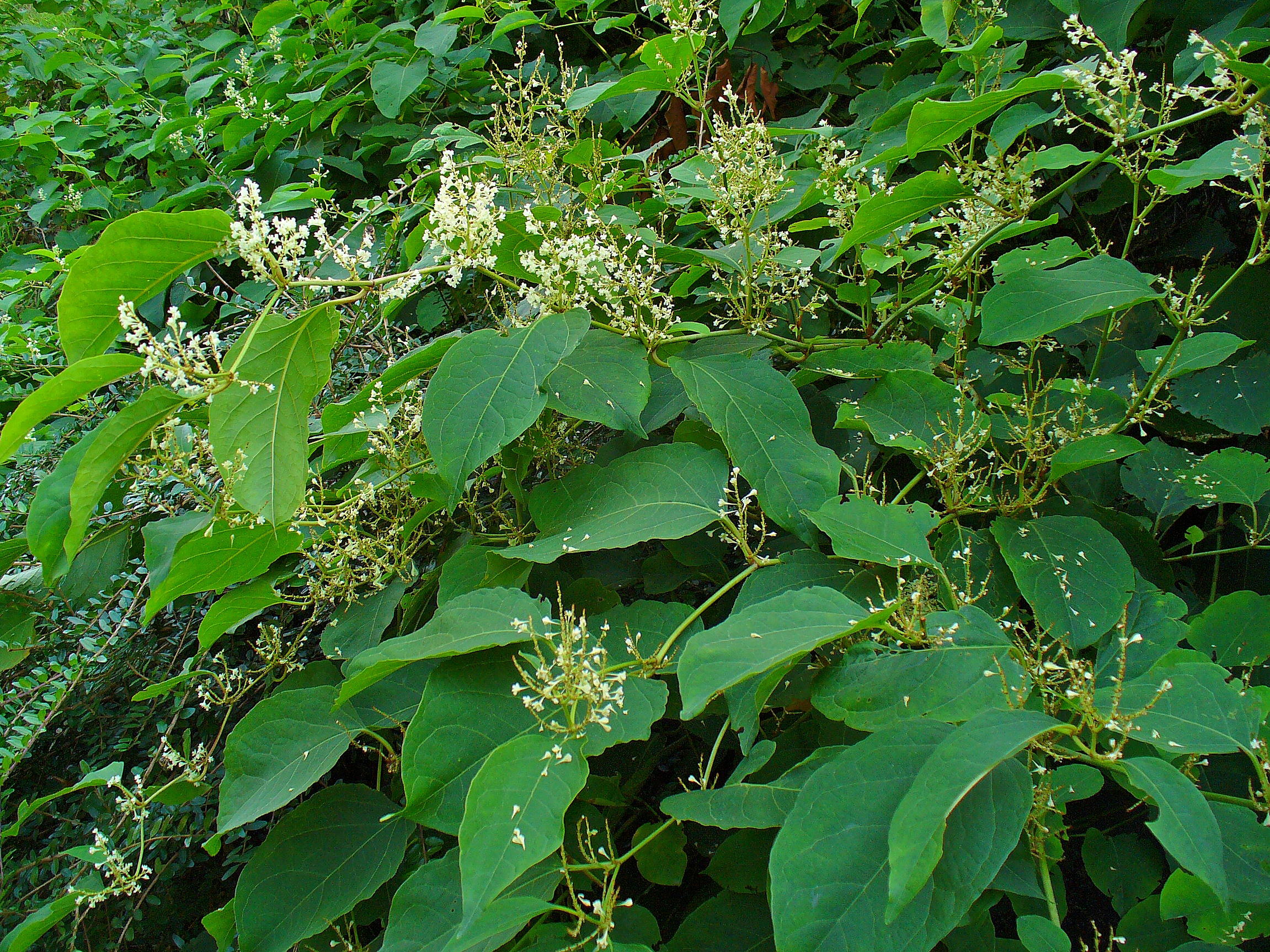
Renouée du Japon (Fallopia japonica) ; plus localisé mais redoutable.
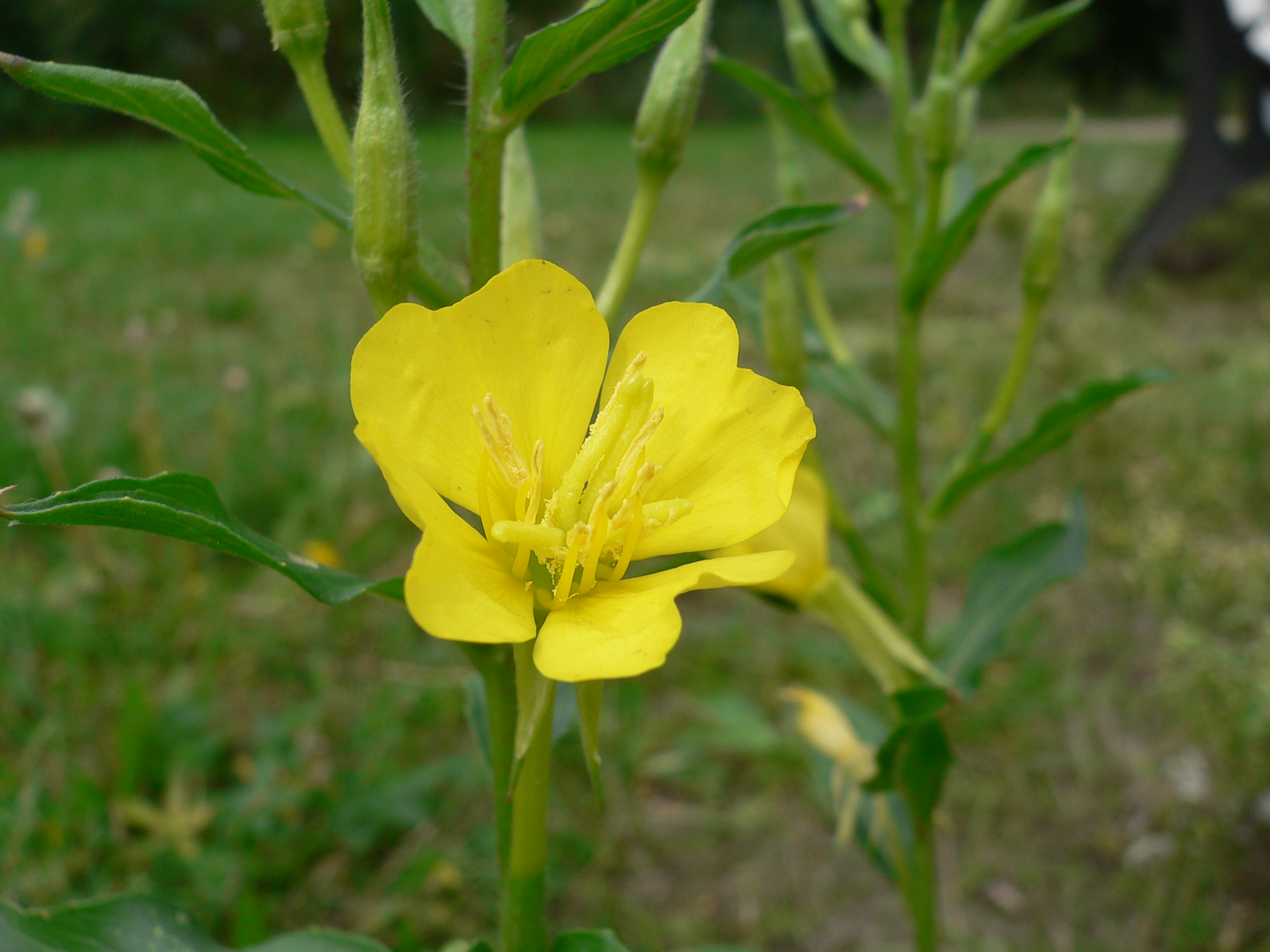
Onagre bisannuel (Oenothera biennis)
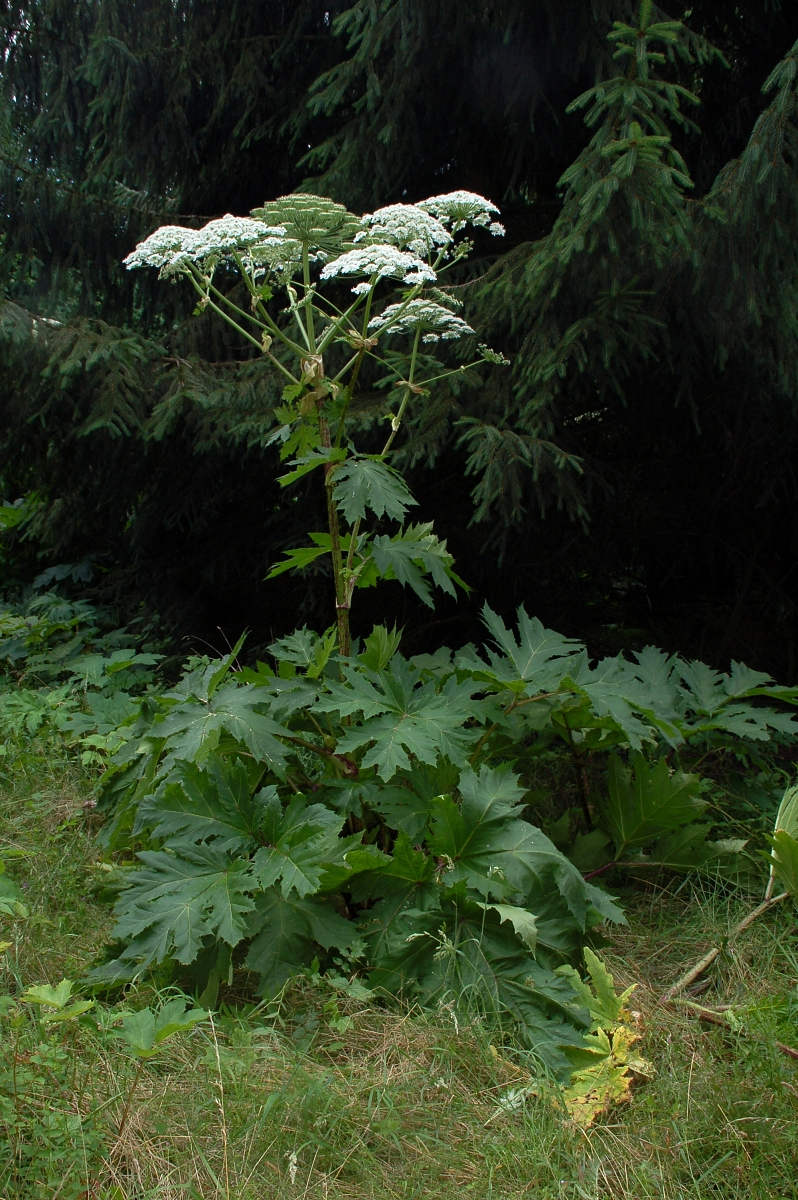
Berce du Caucase (Heracleum mantegazzianum) ; très localisée (sève photo-toxique).

## LaForêt Sainte
Au Moyen Âge, la forêt attirait selon la légende sacrée d'Alsace, foules d'ermites et de nombreux couvents et églises s'édifièrent autour, notamment entre le VIe siècle et le XIIIe siècle, ce qui donne à la forêt son appellation de « Forêt sainte » ou « Heiliger Forst ». De ces temps passés ne subsistent que quelques témoins, tels le Gros Chêne, ou l'aire des charbonniers.

### Les ermites et le Gros Chêne

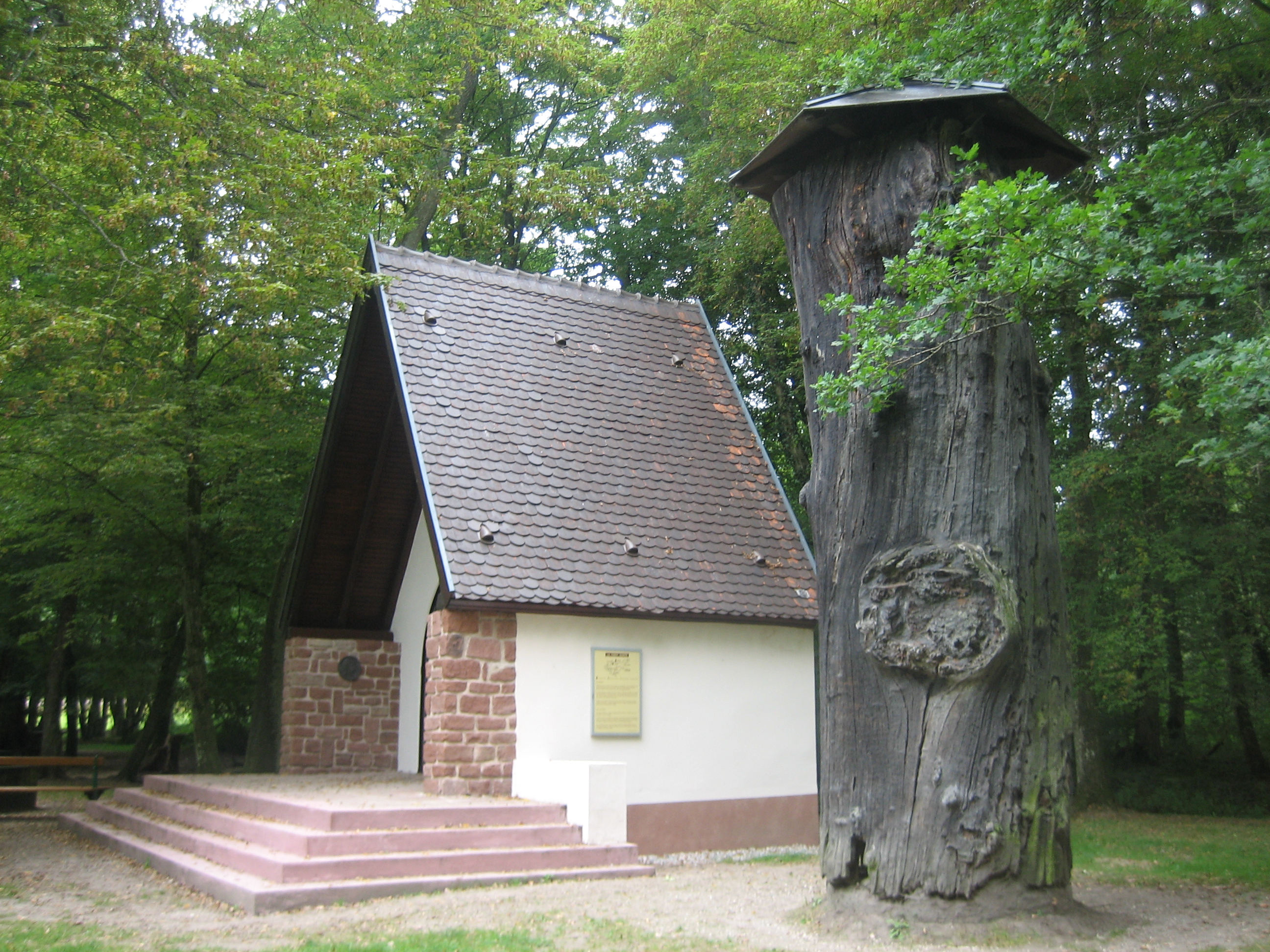
Gros chêne et la chapelle.

Une tradition évoquée par un monument érigé en 1862 à proximité d'un gros chêne remarquable indique le fait suivant : « Arbogast vécut ici en ermite au VIIe siècle. La renommée de sa vertu exemplaire lui valut d'être nommé évêque de Strasbourg en 673 ». En fait, Arbogast fut envoyé par le roi des Francs vers 550 pour christianiser les Alamans. C'est ainsi qu'il fonda à Surbourg le premier couvent alsacien. Il traversa la forêt mais n'y séjourna jamais. En revanche, à la fin du Moyen Âge, des ermites vivaient dans la forêt et notamment près du Gros chêne.
En 1913, le chêne tomba à terre et son tronc indique bien son existence plusieurs fois séculaire. Le chêne est désormais rempli de béton et coiffé d’un chapeau en tôle. En 1955, le curé de Saint-Nicolas, F. L. Hauss (1884-1956), fit construire une petite chapelle près du tronc. Elle est le centre d'un pèlerinage célébré chaque année lors du dernier dimanche de juillet.
Selon une légende urbaine née vers la fin des années trente, la forêt de Haguenau, et en particulier les alentours du Gros Chêne, était un endroit de réunion pour la pratique de rites satanistes les nuits de pleine lune. Rien n'a jamais été prouvé à ce sujet, hormis le fait que l'été la forêt étant exceptionnellement accueillante et agréable, elle servait souvent de lieu de campement à des nomades, mais aussi de point de transit pour les errants, ainsi que plus tard (à partir des années 1970) de "point de libations" pour des jeunes désœuvrés du canton. La légende semble s'être éteinte d'elle-même au début des années 2000.

### Les couvents
Du VIe siècle au XIIIe siècle, huit couvents furent fondés dans la forêt ou sur sa lisière : Arnulfsau, Biblisheim, Koenigsbruck, Marienthal, Neubourg, Seltz, Surbourg et Walbourg.
Arnulfsau, construit en bois en 725, fut anéanti par un incendie peu après sa fondation. Il a été reconstruit de l'autre côté du Rhin et prit le nom de Schwartzach.
Au XIVe siècle, une inondation du Rhin détruisit le couvent de Seltz. La Révolution française fit fermer les couvents et leurs biens furent vendus. Des paroisses aux alentours, comme celle de Saint Nicolas à Haguenau, purent ainsi acheter des statues, stalles et autres meubles liturgiques. Les sanctuaires furent ensuite détruits ou transformés en église paroissiale comme à Surbourg et Walbourg. La vitalité de la dévotion à la Vierge fit que l'église de Marienthal fut totalement transformée en 1866.

### La structure de propriété de la forêt
La forêt existait déjà comme unité de base à l'époque des Royaumes francs et était probablement une propriété royale. Sa taille a été progressivement réduite par la déforestation. Elle représentait une nature sauvage et dense qui ne pouvait être parcourue que sur le Rhin et dans les contreforts des Vosges. L'empereur Henri II a accordé à l'évêque de Strasbourg Werner de Habsbourg l'utilisation de la forêt (un Wildbannforst) en 1017. La forêt a été mentionnée pour la première fois dans un document en 1065.
Certaines parties de la forêt provenaient de dons aux monastères mentionnés ci-dessus, d'autres arrivaient dans les limites municipales des villes environnantes. Outre les empereurs de la Dynastie franconienne (ou salienne), propriétaires de l'ancien domaine royal, les comtes d'Eguisheim et les comtes de Montbéliard devinrent chacun propriétaires d'environ un tiers de la forêt. Il n’y avait pas de véritable division, mais l’usage et les fruits de la forêt étaient idéalement divisés en tiers. La part d'Eguisheim est venue en dot d'Hildegarde d'Eguisheim à son mari Frédéric de Büren, l'ancêtre et fondateur de la famille de Hohenstaufen. La part de Montbéliard fut transmise avec tout le comté de Montbéliard en dot d'Ermentrude de Bourgogne à son mari Thierry II de Mousson et plus tard par héritage au comte Pierre de Lutzelbourg et à ses fils. Thierry et les Lutzelbourg font don des monastères de Biblisheim et du Neubourg.
Agnès de Franconie, fille de l'empereur Henri IV, hérita probablement d'une partie de la propriété salienne et la apporta à son mari, le duc Frédéric Ier de Souabe (un Hohenstaufen) qui avait déjà hérité de la part d'Eguisheim. L'autre partie fut héritée par son frère, l'empereur Henri V, le dernier de la Dynastie franconienne, qui la légua à son neveu Frédéric II de Souabe après sa mort en 1125. Cela signifie que ce Hohenstaufen est devenu propriétaire des deux tiers de la forêt restante. Il construisit le futur Château impérial de Haguenau comme pavillon de chasse sur une île de la rivière Moder et fonda le monastère de Koenigsbruck. Il perd cependant temporairement le contrôle des possessions alsaciennes lors de ses conflits militaires avec l'empereur Lothaire III, au cours desquels il perd un œil.

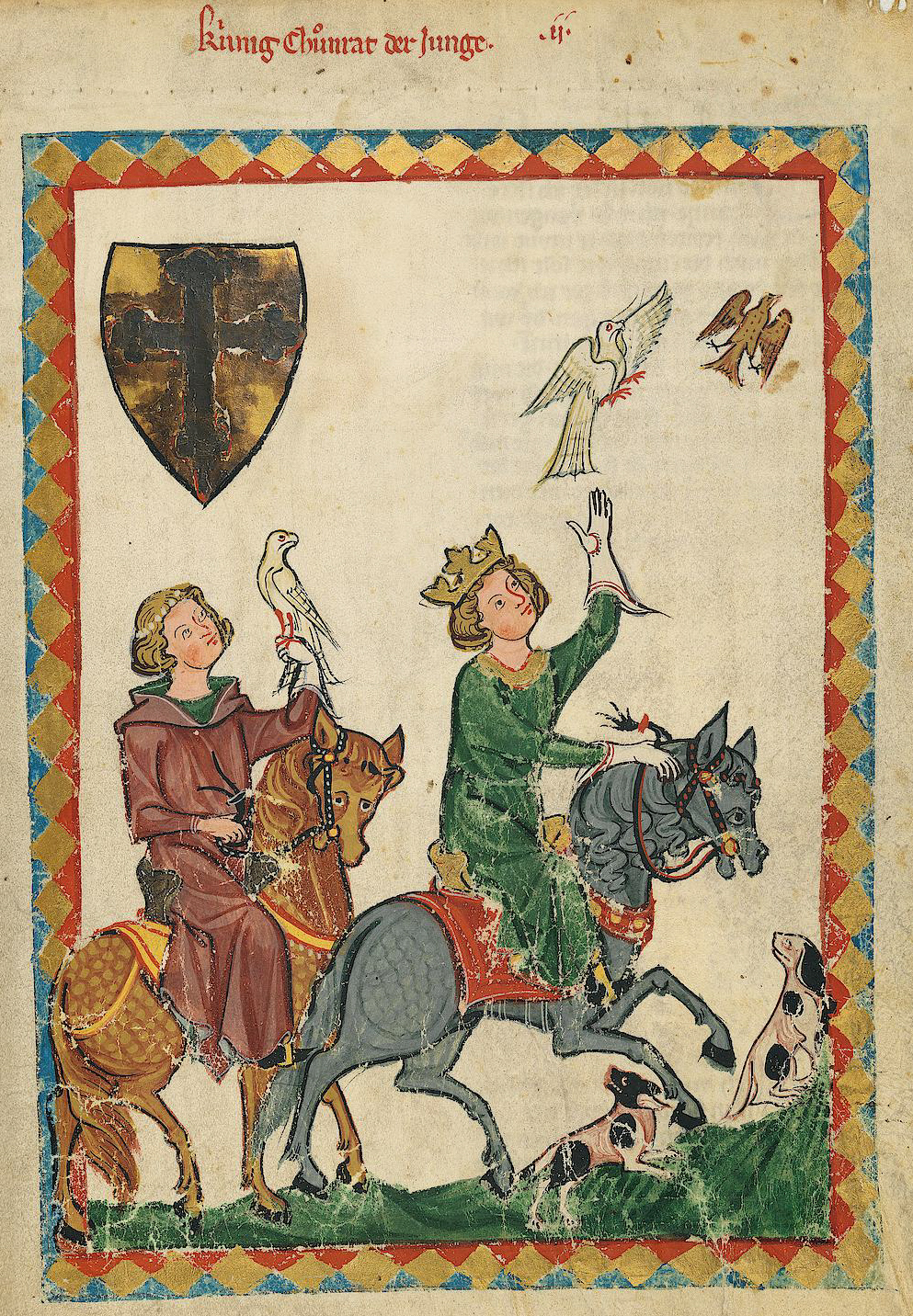
Le dernier des Hohenstaufen, Conradin, petit-fils de Frédéric II, laisse voler un faucon alors qu'il chasse avec son ami Frédéric, margrave de Bade. (Codex Manesse, 848, fol. 7r.)

Le fils de Frédéric le Borgne, l'empereur Frédéric Ier Barberousse, agrandit le pavillon de chasse de son père en un palais royal, autour duquel la ville de Hagenau se développa finalement. Barberousse obligea le monastère de Neubourg, auquel le comte Reginald de Lutzelbourg avait laissé sa troisième part de la Forêt Sainte en 1143, à l'échanger contre un domaine de Seinhoren. À la suite de cet échange, l’empereur Frédéric Ier devint désormais l’unique propriétaire de la forêt. Ce qui se trouvait sur la rive gauche du bras gauche de la Moder était le fundum proprium de l'empereur, comme le soulignent des documents ultérieurs. Les moines ont enregistré : « Il nous a donné un petit domaine pour un droit énorme. »
La forêt clairsemée de pins et de chênes située sur des sols à prédominance sableuse à proximité des plaines inondables du Rhin constitue un habitat idéal pour le cerf élaphe. C'est pourquoi elle est devenue un terrain de chasse préféré des Hohenstaufen, ducs de Souabe et plus tard des rois et empereurs romains-allemands. Haguenau est devenu le château impérial le plus visité des Hohenstaufen. Barberousse séjourna neuf fois à Haguenau entre 1153 et 1189 ; son petit-fils Frédéric II, qui, en tant que roi de Sicile, vivait principalement en Italie, préférait Haguenau à tous les autres palais impériaux lors de ses séjours en Allemagne. Le climat doux de la plaine du Rhin supérieur a peut-être joué un rôle tout aussi important que la fauconnerie bien-aimée de l'empereur, pour laquelle la Forêt Sainte et surtout les prairies du Rhin avec leur population de hérons cendrés et d'autres oiseaux aquatiques offraient de bonnes opportunités.
Après la disparition des Hohenstaufen au milieu du XIIIe siècle, la forêt de Haguenau devenait une forêt impériale. Elle était administrée par le Grand-Bailliage d'Alsace, qui avait son siège au palais impérial de Haguenau. Les empereurs et les rois ont souvent mis en gage le Grand-Bailliage pendant plusieurs siècles. Après 1630, il fut repris par les rois de France, qui devinrent officiellement régents d'Alsace à partir de 1648.

## Le Gros Chêne

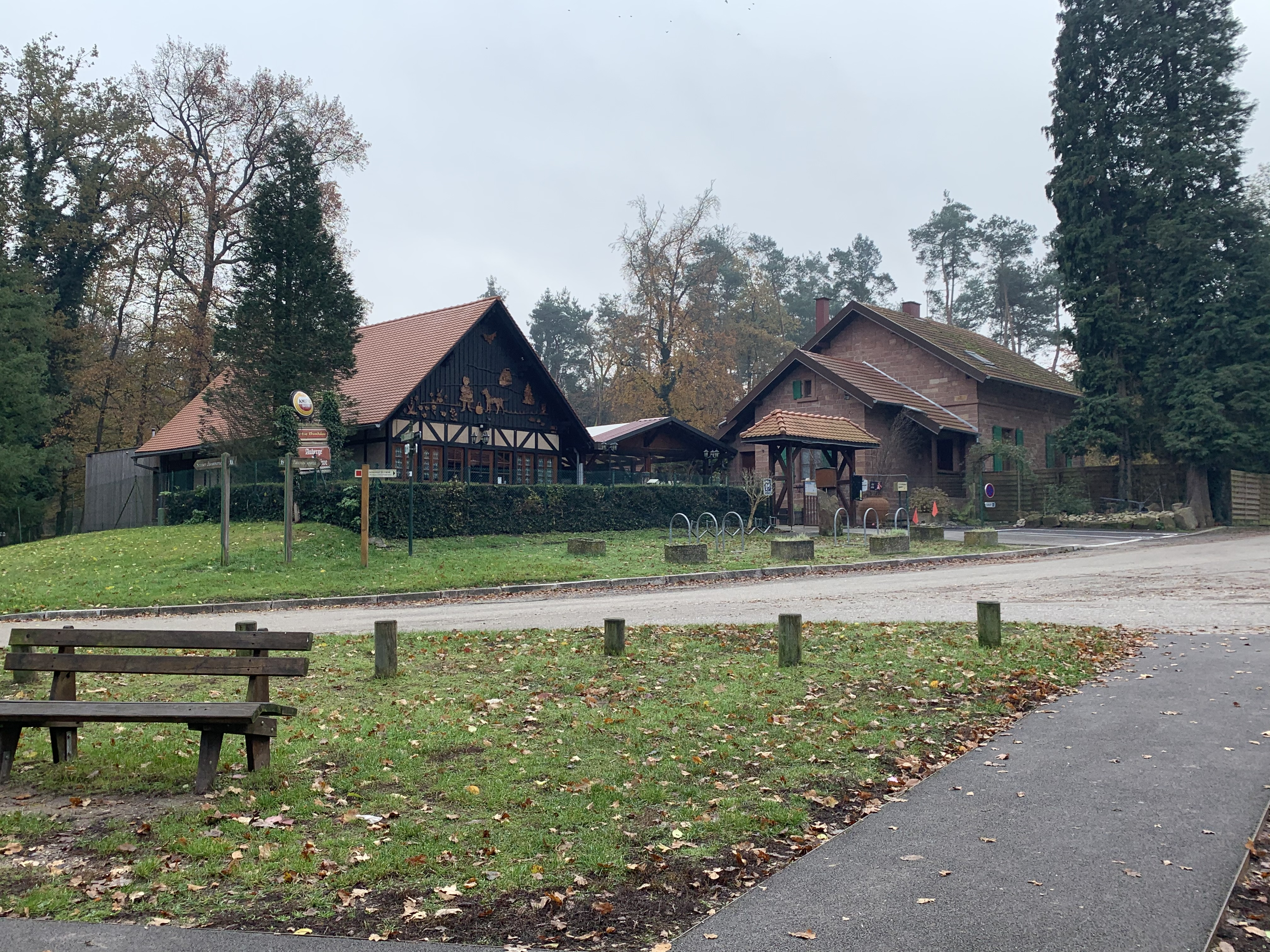
Auberge du Gros Chêne.

### Un espace de loisirs
- Le Gros Chêne accueille une aire de jeux extérieure avec plusieurs balançoires, un mur d'escalade ou encore un toboggan.
- Un parking permet un accès aisé, et plusieurs tables de pique-nique en sont proches.
- L'Auberge du Gros Chêne, située en plein cœur de la forêt de Haguenau propose divers plats à consommer à l'intérieur ou en terrasse, à proximité d'un petit parc animalier.

### Les sentiers

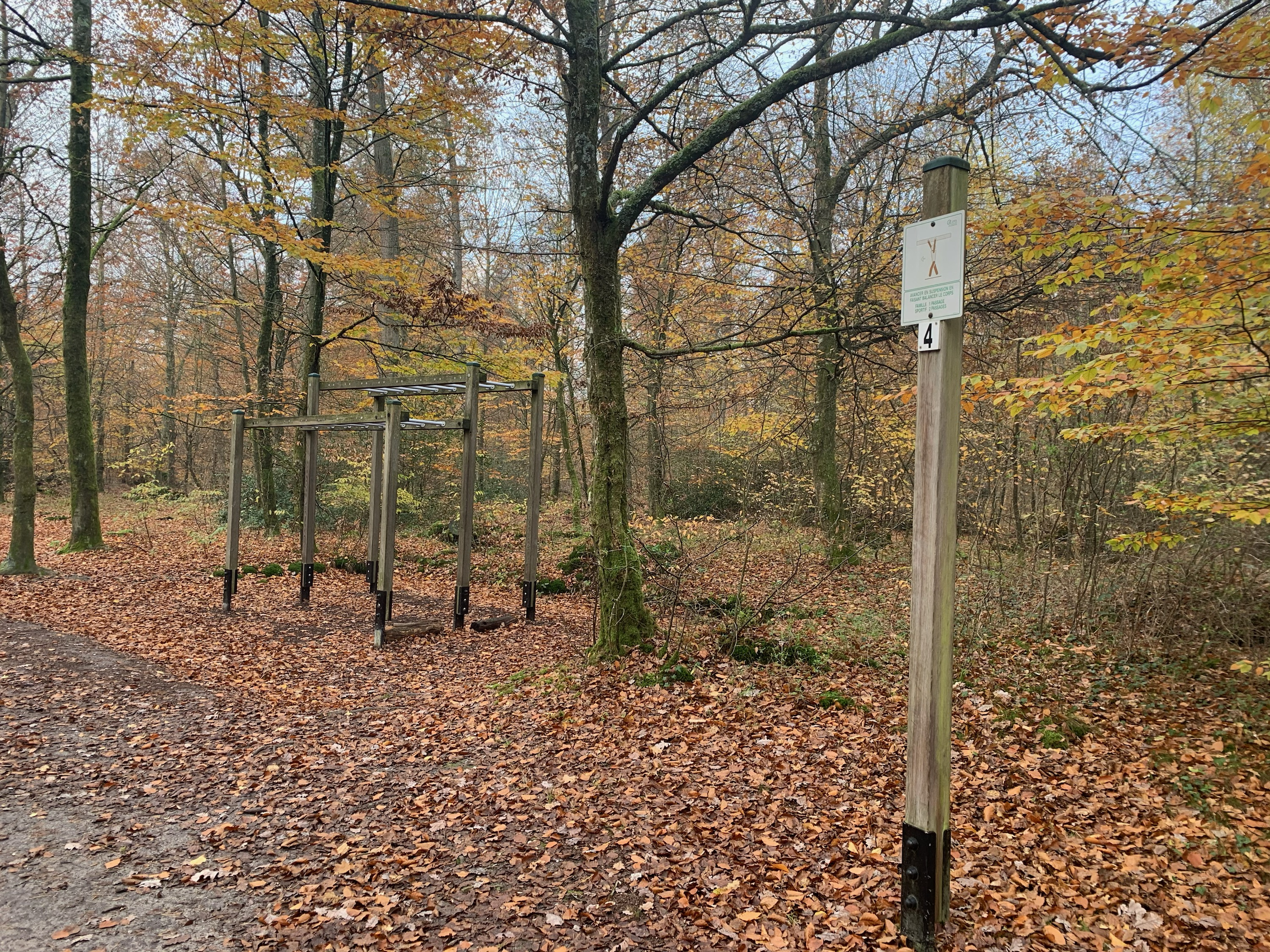
Installation présente sur le parcours de santé du Gros Chêne.

Plusieurs sentiers mènent au Gros Chêne. Plus de 67 km de chemins forestiers sillonnent les alentours.
- Les sentiers sportifs : il existe deux parcours sportifs. Le parcours du cœur (environ 5 km) et le parcours de santé du Gros Chêne d'une longueur de 2 km. Il comporte différentes activités sportives telles que des parcours d'obstacles et d'équilibre.
- Le sentier pédestre d'une distance de 24 km.
- Le sentier botanique, muni de panneaux sur la faune et la flore de la forêt, long de 2 km.
- Un sentier accessible aux personnes à mobilité réduite, d'une longueur de 1,5 km, élaboré par le Club Vosgien de Haguenau-Lembach.

## Archéologie
Les tumuli de la forêt de Haguenau appartiennent à la culture tumulaire de l'Europe médiane, englobant l'Allemagne du Sud, la France de l'Est et la Suisse, à l'époque du bronze moyen. Ceux de Deielsberg, Oberfeld et Schirrhein, ont en particulier quelques bijoux comme des annelets d'or, de perles d'ambre, des boucles d'oreilles. Les objets trouvés lors des différentes fouillées, réalisées notamment par l'ancien maire Xavier Nessel sont conservés au Musée historique de Haguenau, bâtiment construit pour conserver les vestiges de la forêt de Haguenau.

## Sites militaires
Deux camps militaires se situent au sein de la forêt de Haguenau.
Le camp d'Oberhoffen — comportant le quartier Estienne — se trouve à l'est de Haguenau. Il est utilisé par le 2e régiment de hussards, le 28e groupe géographique et le 54e régiment de transmissions.
Le camp de Neubourg est implanté entre Mertzwiller et Neubourg. Il est occupé par un groupement munitions.